# Pardaloberea curvaticeps
Pardaloberea curvaticeps är en skalbaggsart som beskrevs av Maurice Pic 1926. Pardaloberea curvaticeps ingår i släktet Pardaloberea och familjen långhorningar.
Artens utbredningsområde är Laos. Inga underarter finns listade i Catalogue of Life.